# Biblioteca Nacional i Universitària d'Islàndia
La Biblioteca Nacional i Universitària d'Islàndia (en islandès: Landsbókasafn Íslands — Háskólabókasafn) és la biblioteca nacional d'Islàndia, que també funciona com la biblioteca de la Universitat d'Islàndia. Es troba a Reykjavík, Islàndia.

## Característiques
La biblioteca va ser fundada l'1 de desembre de 1994 a Reykjavík la capital nacional, amb la fusió de l'antiga Biblioteca Nacional, Illes Landsbókasafn (fundada el 1818), i la biblioteca de la universitat (formalment El 1940). És, per molt, la biblioteca més gran d'Islàndia amb prop d'un milió d'articles en diverses col·leccions.
La col·lecció més gran de la biblioteca és la col·lecció nacional que conté obres de gairebé tots els escrits publicats a Islàndia i articles relacionats amb Islàndia publicats en altres parts. És el principal dipòsit legal a Islàndia.

## Història
La primera biblioteca nacional d'Islàndia, Íslands stiftisbókasafn, es va establir per iniciativa de l'antiquari danès Carl Christian Rafn i la Societat Literària d'Islàndia en 1818, i els primers llibres de la biblioteca van ser obsequis d'islandesos i danesos. A partir de 1825, la biblioteca es va situar en la golfa de l'acabada de renovar Catedral de Reykjavík i en 1848 es va contractar al primer bibliotecari nacional, el folklorista Jón Árnason, perquè l'administrés. En 1847 es va iniciar la col·lecció de manuscrits amb la compra d'una gran col·lecció de manuscrits de la finca del bisbe Steingrímur Jónsson. Amb motiu del 1.000 aniversari de l'assentament d'Islàndia, en 1874 la biblioteca va rebre nombroses donacions i en 1883 Jón Árnason va estimar el nombre total de volums de la biblioteca en 20. 000.